# Airas Paez
Airas Paez (Ourense, ... – ...; fl. XIII secolo) è stato uno xograr galiziano, originario di Ourense, attivo verso la fine del XIII e inizi del XIV secolo.
È autore di quattro componimenti poetici: due cantigas de amor e due cantigas de amigo, entrambe cantigas de romería. 